# Don’t Start Now
„Don’t Start Now” – szósty japoński singel BoA, wydany 29 maja 2002 roku przez Avex Trax. Singel promował album o tym samym tytule. Osiągnął 17 pozycję w rankingu Oricon Singles Chart i pozostał na liście przez 3 tygodnie, sprzedał się w nakładzie 20 580 egzemplarzy.

## Lista utworów
| Nr | Tytuł                                | Słowa                        | Kompozycja                   | Aranżacja                    | Czas |
| -- | ------------------------------------ | ---------------------------- | ---------------------------- | ---------------------------- | ---- |
| 1. | „Don’t Start Now” (Japanese Version) | Yūko Ebine, Yoo Young-jin    | Peter Rafelson, Jeff Vincent | Peter Rafelson, Jeff Vincent | 3:43 |
| 2. | „Don’t Start Now” (English Version)  | Jeff Vincent, Peter Rafelson | Peter Rafelson, Jeff Vincent | Peter Rafelson, Jeff Vincent | 3:43 |
| 3. | „Don’t Start Now” (Korean Version)   | Yoo Young-jin                | Peter Rafelson, Jeff Vincent | Peter Rafelson, Jeff Vincent | 3:43 |
| 4. | „ID; Peace B” (Jonathan Peter's Mix) | Mai Matsumuro                | Yoo Young-jin                | Yoo Young-jin                | 5:31 |
| 5. | „Don’t Start Now” (Instrumental)     |                              | Peter Rafelson, Jeff Vincent | Peter Rafelson, Jeff Vincent | 3:43 |

## Występy na żywo
- 4 czerwca 2001 – NTV